# 樟湖板站
樟湖板站位于福建省南平市延平区樟湖镇，建于1959年。距来舟站78公里，距福州站116公里。现为五等站。客运办理旅客乘降、行李包裹托运；货运办理整车货物发到。